# Eduardo Clerici
Eduardo Clerici (Milán, Lombardía, 1826 – Buenos Aires, Argentina, 1876) fue un militar liberal italiano, que habiendo tenido que exiliarse en Argentina, combatió bajo las órdenes del Coronel Silvino Olivieri.

## Biografía
Cursó estudios militares en su ciudad natal, Milán, Italia, egresando como teniente del Regimiento de Bersaglieri. 
Intervino en los movimientos revolucionarios lombardos contra la ocupación austríaca en 1848, y al año siguiente en la campaña de Roma junto a Giuseppe Garibaldi y Luciano Manara, bajo el grado militar de capitán. Emigró después de la derrota de la república romana, viajando primero a La Habana (Cuba) y luego a Buenos Aires, Argentina. 
Fue segundo jefe del Coronel Silvino Olivieri en las legiones Italiana de Buenos Aires y en la Legión Agrícola Militar, destacándose por sus dotes militares y su valor en combate. Según comentarios del diario El Nacional, en el combate del 13 de mayo de 1853 se lució especialmente porque herido y chorreando sangre continuó peleando, desoyendo los consejos de su coronel que le pedía que fuese a curarse, sólo retirándose cuando éste se lo ordenó en calidad de jefe.
Posteriormente, llamaría la atención encontrar en fecha cercana al asesinato del Coronel Silvino Olivieri en la Colonia Nueva Roma, la dimisión del Mayor Eduardo Clérici, que se había ganado todas las simpatías, incluyendo las de los indígenas frente a los que había oficiado de mediador. Su solicitud se fundamentaba en razones de familia, o por enfermedad, aunque corrieron rumores alrededor de sus diferencias con Olivieri. Según su legajo personal en el Ejército Argentino, Clerici solicitó el 14 de julio de 1856 la baja absoluta del servicio militar por razones que no se exponían.
Falleció en Buenos Aires en 1876. Dos años después de su fallecimiento, Giuseppe Garibaldi envió a sus hijos la medalla y diploma de los libertadores de Roma.